# Harrison Bergeron (téléfilm)
 (octobre 2015).
Cet article concerne le film de 1995. Pour la nouvelle originale de Kurt Vonnegut, voir Pauvre Surhomme.
Pour plus de détails, voir Fiche technique et Distribution.
Harrison Bergeron est un téléfilm canadien adapté de la nouvelle Pauvre Surhomme de Kurt Vonnegut publiée en 1961, réalisé par Bruce Pittman et diffusé pour la première fois le 13 août 1995.

## Présentation
Le film se déroule dans un futur dystopique où le gouvernement américain fait prévaloir un égalitarisme en toutes choses, en faisant attacher des "handicaps" portables à la tête de tout le monde et en hébétant l'esprit par des émissions de télévision insipides. Le protagoniste de l'histoire est un lycéen nommé Harrison Bergeron dont l'extrême intelligence fait de lui une sorte de paria. Il est finalement recruté par une organisation secrète dont le but est d'exploiter les fonctions de la société qui ne peut pas être manipulée par les inintelligents. Alors qu'il se développe dans ce milieu pendant un certain temps et rencontre même une petite amie, il paie en fin de compte un prix personnel et arrive à pénétrer la véritable structure sociale et finit par la regarder comme contraire à l'éthique et immorale - même si cela signifie faire un sacrifice.

## Fiche technique
- Titre : Harrison Bergeron
- Réalisation : Bruce Pittman
- Scénario : Kurt Vonnegut (histoire), Arthur Crimm, Jon Glascoe (non crédité)
- Décors : Susan Longmire
- Photo : Michael Storey
- Musique : Louis Natale
- Producteur : Jonathan Hackett
- Pays d'origine :  Canada
- Langue : Anglais
- Durée : 99 min.
- Date de sortie : 13 août 1995

## Distribution
- Sean Astin : Harrison Bergeron
- Miranda de Pencier : Phillipa
- Eugene Levy : Président McCloskey
- Howie Mandel : Charlie
- Andrea Martin : Diana Moon Glampers
- Christopher Plummer : John Klaxon
- Nigel Bennett : Docteur Eisenstock
- Peter Boretski : Newman
- David Calderisi : Commissaire Benson
- Emmanuelle Chriqui : Jeannie
- Hayden Christensen : Eric
- Cindy Cook : Weatherperson
- Roger Dunn : George Bergeron
- Jayne Eastwood : Ms. Newbound
- Hal Eisen : journaliste TV San Quentin
- Matthew Ferguson : Garth Bergeron
- Michael Fletcher : technicien
- John Friesen : Frank the Plumber
- Linda Goranson : Hazel Bergeron
- Richard Monette : Eric Shockley
- Quyen Hua : Wang

## Synopsis
Harrison Bergeron vit dans une ville de banlieue typique dans un proche avenir. Le public apprend que, après la seconde Révolution américaine - une guerre déclenchée par une dépression économique qui était le résultat d'une combinaison de progrès technologique et d'un écart grandissant entre les très riches et les très pauvres - il a été décidé que tous les gens soient égaux en toutes choses. À cette fin, la norme sociale de cette société est devenue l'égalitarisme. Les citoyens cherchent à s'aligner sur leur environnement, en matière de richesse, d'intelligence, de prouesses athlétiques et de statut social. Grâce à un processus d'élevage sélectif, l'humanité perfectionne l'être humain parfaitement moyenne. Ce qui n'est pas accompli par les mariages arrangés l'est par les moyens technologiques, dont les plus importants consistent à ne diffuser que des émissions abrutissantes à la télévision, et en un dispositif de serre-tête porté par tous les citoyens, qui maîtrise l'intelligence, modulant vers le haut ou vers le bas le QI d'une personne pour arriver à un 100 "parfait".
Il y a des limites à la réussite de ces dispositifs, cependant, et Harrison Bergeron est un tel cas. Il est un échec total à l'école, recevant régulièrement des A (le C est le grade désiré). Même s'il a été retenu quatre ans et que son bandeau est constamment ajusté pour affaiblir son intelligence, il continue d'exceller à son grand désespoir et celui de sa famille.
Harrison va voir un médecin au sujet de son problème d'intelligence, et après plusieurs tests, il est déterminé que le serre-tête a échoué parce que les connexions synaptiques de Harrison se redirigent après chaque ajustement afin de surmonter les inhibitions que le serre-tête doit placer sur le processus de la pensée. On lui dit qu'il devra subir une opération semblable à une lobotomie afin de réduire de façon permanente son intelligence.
Lors de son dernier jour avec un cerveau pleinement opérationnel, il se rend dans une "maison de la tête", où des femmes illégales sans appareil sont payées pour jouer aux échecs et mener des conversations intelligentes avec les clients. Malheureusement, sa première conversation intelligente (avec "la putain de l'esprit" Phillipa) est interrompue par une descente de police. Alors qu'il est retenu captif au poste de police, il est approché par un agent spécial qui lui offre une alternative à la lobotomie - se joindre à ce qui se révèle être l'élite secrète qui dirige le gouvernement.
Harrison tombe alors amoureux de Phillipa, mais il la féconde illégalement et elle est lobotomisée pour avoir essayé de s'échapper. Il sent qu'il ne peut plus continuer à trahir ses valeurs et décide de prendre des mesures. Il entre par effraction dans un studio de télévision et révèle la vérité sur la société secrète aux téléspectateurs. Finalement, les gardiens entrent de force, et plus tard, il est obligé de faire une apparition à la télévision et de prétendre que l'émission n'était pas réelle. Au lieu de cela, il utilise cette opportunité pour se suicider devant les téléspectateurs. Les parents de Bergeron sont trop distraits pour être choqués.
Dans une scène finale, un jeune garçon et son ami se réunissent dans sa chambre pour regarder les quatre premières heures de l'émission de Bergeron, sans leur bandeau. En bas, la mère d'un des garçons regarde l'escalier avec un regard de reconnaissance sur son visage; on reconnaît Philippa.

## Production
Harrison Bergeron a été tourné en Ontario, Canada et sur le campus de l'Université de Toronto à Scarborough.

## Récompenses
- Meilleure réalisation
- Meilleur rôle de soutien masculin
- Meilleure production ou direction artistique
- Meilleur son